# إم براينت
إم براينت (بالإنجليزية: Em Bryant)‏ مواليد 4 نوفمبر 1938 في شيكاغو، هو لاعب كرة سلة أمريكي معتزل. بدأ مسيرته الاحترافية في سنة 1964. تم اختياره من قبل فريق نيويورك نيكس خلال الدرافت. حمل الرقم 7. يبلغ طوله 6 قدم 1 بوصة (1.9 م). اعتزل اللعب في 1972. فاز بلقب دوري إن بي إيه. أحرز خلال مسيرته في الإن بي إيه 3722 نقطة بمعدل 6.6 نقاط في المباراة الواحدة.

## المسيرة الاحترافية
لعب مع نيويورك نيكس من سنة 1964 إلى 1968، ثم لعب مع بوسطن سيلتكس من سنة 1968 إلى 1970، ثم لعب مع بوفالو بريفز من سنة 1970 إلى 1972.

## روابط خارجية
- إم براينت على موقع إن بي أي (الإنجليزية)
- إم براينت على موقع سبورتس رفرنس (الإنجليزية)
- إم براينت على موقع كلية كرة السلة في سبورتس رفرنس.كوم (الإنجليزية)
- إم براينت على موقع ريلجم (الإنجليزية)
- إم براينت على موقع بروبوليرز (الإنجليزية)
- إم براينت على موقع سبورتس رفرنس (الإنجليزية)